# 신 세계수의 미궁 2: 파프니르기사
《신 세계수의 미궁 2: 파프니르기사》는 아틀러스가 제작한 닌텐도 3DS용 롤플레잉 비디오 게임이다. 《세계수의 미궁》 시리즈 중 닌텐도 DS로 발매됐던 두 번째 작품 《세계수의 미궁 II: 제왕의 성배》의 리메이크이다. 일본서 2014년 11월 27일 처음 출시됐다.

## 반응
《신 세계수의 미궁 2: 파프니르기사》에 대한 언론의 평가는 대체로 긍정적이었다. 일본의 패미통은 40점 만점에 36점을 부여했다.
일본에서 발매 첫 주에 59,531장의 판매량을 기록했다.

## 참조
1. ↑  일본어: 新・世界樹の迷宮2 ファフニールの騎士, 영어: Etrian Odyssey 2 Untold: The Fafnir Knight